# Levobetaksolol
Levobetaksolol je lek koji snižava pritisak u oku pri lečenju oboljenja poput glaukoma. On je tipično koristi kao 0.5% oftalmički rastvor levobetaksolol hidrohlorida pod imenom Betakson. Levobetaksolol je antagonist beta adrenergičkog receptora (beta blokator).

## Dejstvo
Levobetaksolol inhibira beta-1 adrenergički receptor. Kad se primenjuje topikalno, on redukuje intraokularni pritisak za 16-23% u zavisnosti od doba dana i osobe. Levobetaksolol ima manje zastupljene kardiovaskularne nuspojave od drugih beta blokatora.

## Spoljašnje veze
|  | Molimo Vas, obratite pažnju na važno upozorenje u vezi sa temama iz oblasti medicine (zdravlja). |